# 村松茂清
村松 茂清（むらまつ しげきよ、通称:九太夫、1608年（慶長13年）? - 1695年（元禄8年））は、江戸時代の数学者、和算家である。
常陸国那珂郡出身で、1663年に全3巻からなる球の体積について記載のある『算爼』を著し、同年に日本で初めて円周率を小数第7桁まで数学的に計算した数学者として知られる。また、今村知商と並んで円理の研究に於ける先駆者だった。
のちに赤穂藩浅野家に仕え、養子の村松秀直は赤穂浪士のひとりとなっている。弟子には矢部定玄、樋口兼次、片岡豊忠、湯浅得之、野村政茂らがいる。

## 生涯
1608年頃に常陸国那珂郡村松村（現在の茨城県那珂郡東海村）で生まれ、水戸藩で和算家の平賀保秀に弟子入りする。播磨国赤穂藩（現:兵庫県）で藩主の浅野氏に仕えた。江戸で数学を指導している際に1639年に漢文で書かれた当時に於ける数学の教科書だった今村知商著の『堅亥録』を基にして1663年に全3巻からなる新しい数学の教科書である『算爼』を著した。
また、1663年に日本で初めて円周率を数学的に計算した数学者であり、最初は円に内接する正四角形、正八角形、正六十四角形の周の長さを計算していくと、やがて正32768角形にたどり着き、円周率を実際は小数第21桁まで算出したが、正しかった数値は小数第7桁までだった。
その後は1681年頃に和算家の関孝和が極限の考えを利用し、正131072角形を使って小数第11位まで算出した。